# Cour constitutionnelle de la République centrafricaine
Pour les autres articles nationaux ou selon les autres juridictions, voir Cour constitutionnelle.
La Cour constitutionnelle de la République centrafricaine est la plus haute juridiction du pays. Elle est instituée par le titre VII de la Constitution centrafricaine de 2015.

## Histoire
Pendant la période de transition (2013-2016), elle est instituée en tant que Cour constitutionnelle de transition par l'article 76 de la Charte de la transition centrafricaine promulguée le 18 juillet 2013 afin de veiller aux processus électoraux, à la suite de la guerre civile de Centrafrique. Elle a aussi la charge de juger de la constitutionnalité des lois promulguées, et recevoir les serments des nouveaux chefs d'état.

## Composition
La Cour Constitutionnelle comprend neuf membres dont au moins trois femmes, qui portent le titre de Juge Constitutionnel. La  durée  du  mandat  des Juges Constitutionnels est de sept ans non renouvelable.
Les membres de la Cour Constitutionnelle sont désignés comme suit :
- deux magistrats dont une femme, élus par leurs pairs ;
- deux avocats dont une femme, élus par leurs pairs ;
- deux enseignants chercheurs de Droit dont une femme, élus par leurs pairs ;
- un membre nommé par le Président de la République ;
- un membre nommé par le Président de l’Assemblée Nationale ;
- un membre  nommé  par  le  Président  du  Conseil  Economique  et Social.

## Missions
L'article 76 de la Charte constitutionnelle de transition fixe les neuf missions de la cour qui est chargée de :
- juger de la constitutionnalité des lois organiques et ordinaires, déjà promulguées ou simplement votées, des règlements, ainsi que du règlement intérieur du Conseil national de transition ;
- connaître du contentieux électoral ;
- veiller à la régularité des consultations électorales, examiner et en proclamer les résultats ;
- veiller à la régularité des opérations référendaires, examiner et en proclamer les résultats;
- recevoir le serment du Chef de l'État de transition et celui du Président de la République élu ;
- trancher les conflits de compétence au sein du pouvoir exécutif, entre les pouvoirs législatif et exécutif, et entre l'État et les collectivités territoriales ;
- constater les défauts de promulgation des lois définitivement votées et la carence de leur promulgation de sorte à permettre leur entrée en vigueur ;
- interpréter la Charte constitutionnelle de transition ;
- donner son avis sur les projets ou propositions de Constitution et la procédure référendaire.

## Décisions importantes
Le 25 janvier 2016, la cour confirme le premier tour de l'élection présidentielle et annule celui des élections législatives qui sont alors réorganisées.
Le 22 septembre 2022, elle invalide un décret présidentiel de Faustin Touadéra. Celui-ci visait la rédaction d'une nouvelle constitution, afin de pouvoir se représenter pour un troisième mandat. En conséquence, la présidente de la cour constitutionnelle, Danièle Darlan, est limogée, alors que le régime se renforce sous la protection des milices russes.

## Présidence de la cour
Les neuf membres de la cour élisent parmi eux le Président pour un mandat de cinq ans.
Depuis sa création plusieurs personnalités se sont succédé au siège de Président :
- Édouard Frank ;
- Zacharie Ndouba, Président de la Cour Constitutionnelle de Transition ;
- Danièle Darlan, présidente de la Cour constitutionnelle de 2017 à 2022 ;
- Vacant depuis le 25 octobre 2022[7].